# Richard Montgomery
Pour les articles homonymes, voir Montgomery.

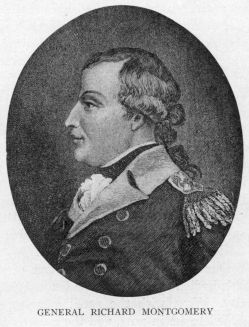
Richard Montgomery.

Richard Montgomery, né le 2 décembre 1738 à Swords, dans l'actuel comté de Fingal, en Irlande et mort le 31 décembre 1775 à Québec, était un militaire britannique, puis un général dans l'armée continentale des États-Unis. Il a été tué pendant l'assaut infructueux mené par les révolutionnaires américains sur la ville de Québec.

## Biographie
Après des études à l’université de la trinité (Dublin), en 1754, Richard Montgomery entre dans le 17e d’infanterie comme enseigne. Durant la guerre de Sept Ans, il prend part à plusieurs offensives britannique contre les forces coloniales françaises en Acadie et en Nouvelle-France.
En 1757, il est placé à Halifax en Nouvelle-Écosse et participe au siège de Louisbourg par James Wolfe. En 1759, il accompagne Jeffrey Amherst, lors de la prise des forts français sur le lac Champlain. En 1760, il est nommé adjudant major et accompagne le colonel William Haviland, lors de la prise de Montréal. En 1762, il est promu capitaine et participe à la campagne contre la Martinique et Vancouver. En 1763, il est à New York et retourne en Angleterre.
Après avoir vendu sa commission, il s’installe à King Bridge dans l'État de New York, où il exploite une ferme. Toutefois, la guerre dans les colonies le force à choisir son camp. En 1775, il est délégué au premier congrès provincial de New York et promu général de brigade dans l’armée continentale.
Il seconde totalement le général Philip Schuyler (malade) dans l'expédition vers le Canada. Il capture les forts Saint-Jean et Chambly, puis rejoint Benedict Arnold devant Québec. L’hiver déjà présent, il lance l’assaut sur Québec et meurt lors de la première attaque, touché par l’artillerie britannique. Il laisse ainsi, le soin au colonel Arnold de prendre la ville.
Sa mort devient un exemple patriotique qui servira pendant tout le conflit et bien après. Il repose à New York, dans le cimetière de la Chapelle Saint-Paul, le plus vieil édifice public de Manhattan, en face de Ground zero. Sa tombe constitue le premier mémorial américain.

## Anecdote
Dans ses Mémoires, Philippe Aubert de Gaspé raconte que la dépouille du général américain Montgomery a été transportée à l'intérieur des murs de Québec, où elle a reposé pendant plusieurs années jusqu'à ce qu'elle ne soit rendue aux États-Unis, en 1818. Le chien du général Montgomery a veillé sur la tombe de son maître pendant plusieurs jours, jusqu'à ce qu'un oncle de l'auteur, Charles de Lanaudière, ne le recueille et qu'il devienne le chien de la famille.
Sur la plaque apposée à la maison Charles-Baillairgé, au 72, rue Saint-Louis, à Québec, est gravé : « À la mémoire du général Richard Montgomery tombé à Près de Ville, au pied du cap Diamant, dans l'attaque du 31 décembre 1775. Son corps fut transporté le lendemain à la maison de Jean Gaubert, située ici même, pour y être placé dans un cercueil convenable avant son inhumation. »

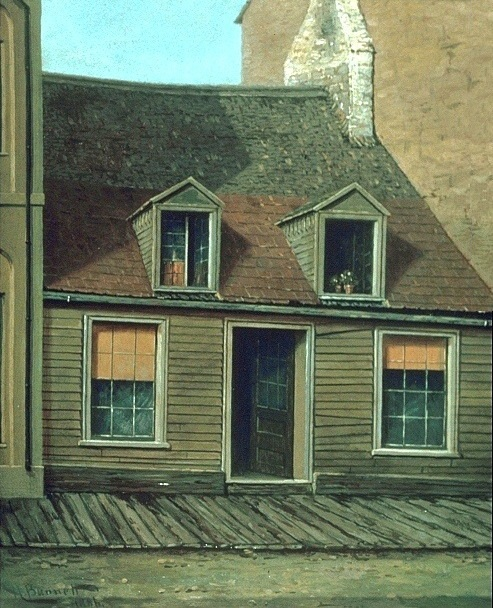
Maison de Jean Gaubert
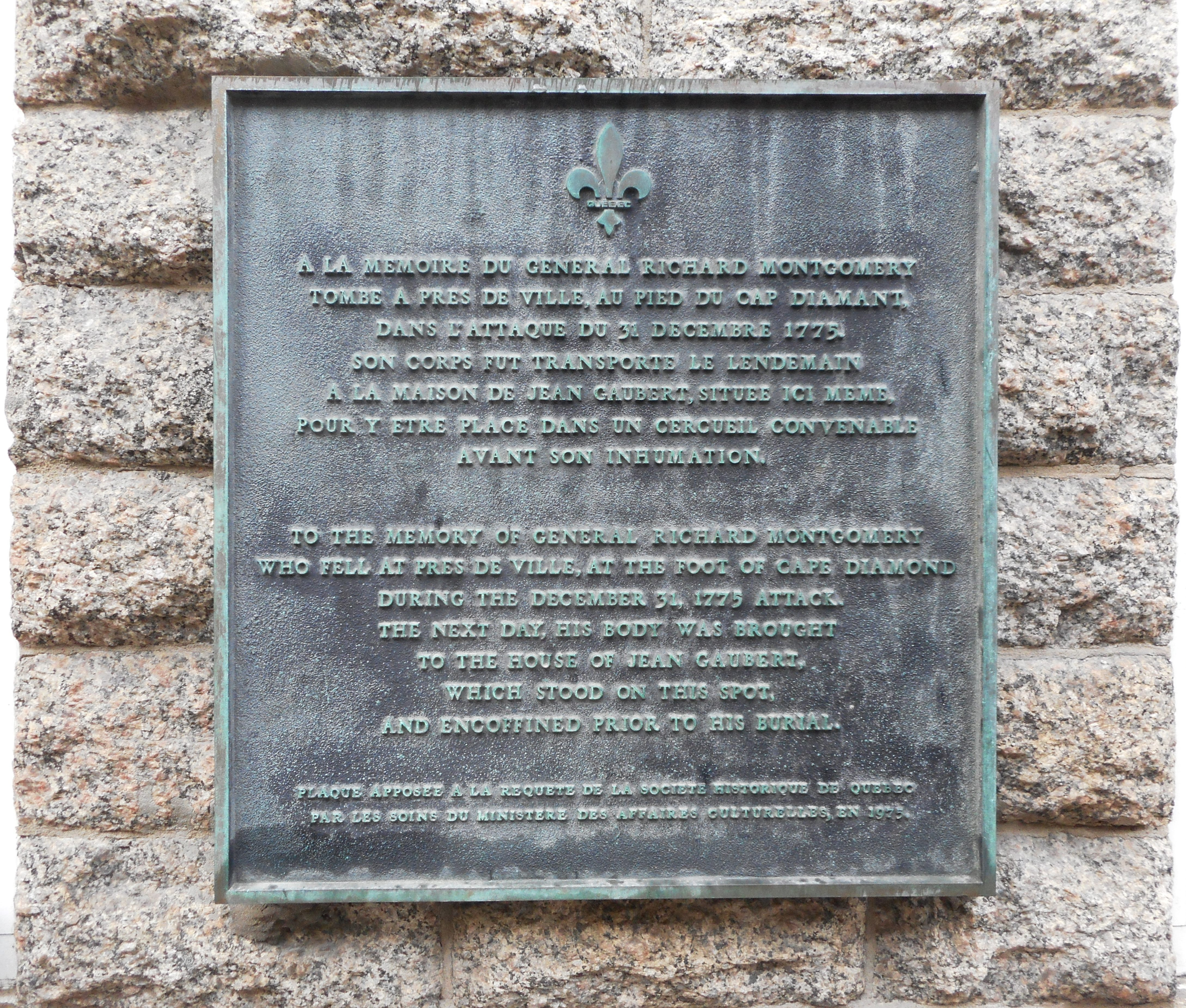
Plaque, 72, rue Saint-Louis